# RTCN Tarnawatka
RTCN Tarnawatka – Radiowo-Telewizyjne Centrum Nadawcze koło wsi Tarnawatka (niedaleko Zamościa). 154-metrowy stalowy maszt zbudowany został w celu pokrycia sygnałem radiowym i telewizyjnym Zamojszczyzny i okolic, dzięki nadajnikom na nim zamieszczonym. Jest to stacja nadawcza o średnio-dużych mocach. Umożliwia także odbiór radia i telewizji na zachodnich krańcach Ukrainy. Obiekt należy do Spółki Akcyjnej EmiTel.

## Parametry[1]
- Wysokość posadowienia podpory anteny: 317 m n.p.m.
- Wysokość zawieszenia systemów antenowych: Radio: 104, TV: 111, 142, 143 m n.p.t.

## Transmitowane programy

### Programy radiowe
| LP | Program                   | Właściciel                                                           | Częstotliwość | Moc nadajnika | Polaryzacja |
| -- | ------------------------- | -------------------------------------------------------------------- | ------------- | ------------- | ----------- |
| 1  | Polskie Radio Program II  | Polskie Radio S.A.                                                   | 87,60 MHz     | 30 kW         | pionowa     |
| 2  | Katolickie Radio Zamość   | Diecezja zamojsko-lubaczowska                                        | 90,1 MHz      | 10 kW         | pionowa     |
| 3  | Polskie Radio Program III | Polskie Radio S.A.                                                   | 91,30 MHz     | 30 kW         | pionowa     |
| 4  | Radio Maryja              | Prowincja Warszawska Zgromadzenia O.O. Redemptorystów                | 96,50 MHz     | 10 kW         | pionowa     |
| 5  | Polskie Radio Lublin      | Polskie Radio - Regionalna Rozgłośnia w Lublinie "Radio Lublin" S.A. | 103,20 MHz    | 30 kW         | pionowa     |
| 6  | RMF FM                    | Radio Muzyka Fakty Sp. z o.o.                                        | 107,70 MHz    | 15 kW         | pionowa     |

### Programy telewizyjne
| Nazwa multipleksu | Częstotliwość (MHz) | Kanał | Moc (kW) | Polaryzacja | Charakterystyka promieniowania | Standard nadawania | Kompresja | Data uruchomienia nadajnika |
| ----------------- | ------------------- | ----- | -------- | ----------- | ------------------------------ | ------------------ | --------- | --------------------------- |
| MUX 1             | 578 MHz             | 34    | 50 kW    | pozioma (H) | dookólna (ND)                  | DVB-T2             | HEVC      | 4 maja 2012                 |
| MUX 2             | 618 MHz             | 39    | 50 kW    | pozioma (H) | dookólna (ND)                  | DVB-T2             | HEVC      | 21 lipca 2011               |
| MUX 3 (Lublin)    | 594 MHz             | 36    | 50 kW    | pozioma (H) | dookólna (ND)                  | DVB-T              | HEVC      | 17 czerwca 2013             |
| MUX 4             | 562 MHz             | 32    | 50 kW    | pozioma (H) | dookólna (ND)                  | DVB-T2             | HEVC      | 30 czerwca 2021             |
| MUX 6             | 586 MHz             | 35    | 25 kW    | pozioma (H) | dookólna (ND)                  | DVB-T2             | HEVC      | 29 kwietnia 2021            |
| MUX 8             | 226,5 MHz           | 12    | 40 kW    | pozioma (H) | kierunkowa (D)                 | DVB-T              | MPEG-4    | 25 października 2016        |

Programy telewizji analogowej (wyłączone 17 czerwca 2013 r.)
| LP | Program | Właściciel                  | Częstotliwość | Kanał | Moc nadajnika | Polaryzacja |
| -- | ------- | --------------------------- | ------------- | ----- | ------------- | ----------- |
| 1  | TVP1    | Telewizja Polska S.A.       | 207,25 MHz    | 10    | 50kW          | pionowa     |
| 2  | TVP2    | Telewizja Polska S.A.       | 591,25 MHz    | 36    | 300kW         | pozioma     |
| 3  | Polsat  | Telewizja Polsat Sp. z o.o. | 727,25 MHz    | 53    | 300kW         | pozioma     |